# Clypeola aspera
Clypeola aspera là một loài thực vật có hoa trong họ Cải. Loài này được (Grauer) Turrill mô tả khoa học đầu tiên năm 1922.